# 長瀧重信
長瀧 重信（ながたき しげのぶ、1932年1月18日 - 2016年11月12日）は、日本の医学者。長崎大学名誉教授、国際被曝医療協会名誉会長。
長崎大学医学部長、放射線影響研究所理事長などを歴任した。

## 経歴
東京都生まれ。東京大学医学部卒業後、内科に入局しハーバード大学医学部に留学。帰国後、東京大学附属病院外来診療所医長、1980年長崎大学医学部教授（内科学第一教室）、学部長、放射線影響研究所（広島・長崎）理事長、日本アイソトープ協会常務理事、国際被曝医療協会（International Association of Radiopathology）会長などを歴任した。
長崎大学時代に被爆者の治療や調査にあたっており、東海村JCO臨界事故で現場周辺住民の健康管理にかかわった。チェルノブイリ原子力発電所事故では、被曝者の健康影響の調査・研究に携わり、甲状腺の専門家として被災共和国を支援するとともに、国際原子力機関（IAEA）や世界保健機関（WHO）などの国際機関と協力して、放射線の健康影響についての国際的な科学的合意に深く関わった。
1970年ベルツ賞佳作賞受賞。2012年、瑞宝中綬章受章。
2016年11月12日、胸部動脈瘤破裂により東京都内の病院にて死去。84歳没。叙正五位。

## 研究・著作
- 博士論文『甲状腺刺激ホルモンの甲状腺内沃度代謝に及ぼす影響』1961年3月29日、東京大学、医学博士
- L.A.イリーン（ru:Ильин, Леонид Андреевич)著、重松逸造・長瀧重信監修、本村智子・浜田亜衣子・高村昇・本田純久・芦澤潔人・山下俊一・本村政彦訳『チェルノブイリ 虚偽と真実』原題: Chernobyl 、長崎ヒバクシャ医療国際協力会、1998年3月　全国書誌番号　99078394
- 長瀧重信監修、原耕平著『内科学実習のための主訴よりみた内科疾患の診断』医薬ジャーナル社、1997年3月
- 『緊急被ばく医療に係る救急体制、診断・治療法ならびに医療支援体制についての現状把握ならびにガイドライン作成に関する研究 : 平成10年度厚生科学研究費補助金厚生科学特別研究事業報告書』1999年
- 『緊急被ばく医療に係る救急体制、診断・治療法ならびに医療支援体制についての現状把握ならびにガイドライン作成に関する研究 : 平成11年度厚生科学研究費補助金厚生科学特別研究事業報告書』2000年
- 『原子爆弾被曝線量評価方法の再評価及び健康影響に関する研究 : 平成11年度厚生科学研究費補助金厚生科学特別研究事業報告書』2000年
- 長瀧重信・前川和彦監修、鈴木元編著『緊急被ばく医療の基礎知識』放射線影響研究所、2000年8月
- 『DS86[10] の見直し及びDS01の基礎的モデル形成に係る研究 : 研究報告書 : 平成12年度厚生科学研究費補助金特別研究事業』2001年
- 『原子力災害に学ぶ 放射線の健康影響とその対策』丸善出版、2012年1月20日
- 長瀧重信編『別冊「医学のあゆみ」 原発事故の健康リスクとリスク・コミュニケーション』医歯薬出版、2012年11月20日
- Radiation Health Effects and Countermeasures: Lessons from Past Nuclear Disasters From Atomic Bomb to Fukushima  （英語） 丸善出版 2014/7/1[11]
- 国立情報学研究所論文